# Rolua monetifera
Rolua monetifera là một loài bướm đêm trong họ Noctuidae.